# Mena-Watch
Mena-Watch ist eine in Wien ansässige deutschsprachige Website zu den Themen Naher Osten und Nord Afrika (MENA-Region). Sie vertritt israelfreundliche und islamkritische Positionen.

## Gründung und Finanzierung
Mena-Watch wurde 2011 vom Unternehmer Erwin Javor gegründet, der das Projekt finanziert. Javor ist seit 1969 Eigentümer des Unternehmens Frankstahl sowie Mitbegründer des Magazins Nu. Die Website ist aus der Medienbeobachtungsstelle Naher Osten hervorgegangen. Zu den Gründungsmitgliedern gehört auch Florian Markl. Medieninhaber ist seit März 2022 das Immobilienunternehmen Thespis GmbH, das zu 82 Prozent im Eigentum von Erwin Javor steht. Unter dem Namen edition mena-watch verlegt das Unternehmen Bücher.

## Ziele und Autoren
Mena-Watch hat sich zum Ziel gesetzt, mit ihrer Arbeit zur Verbesserung der Qualität der Berichterstattung über den Nahen Osten im Allgemeinen und Israel im Besonderen beizutragen. Außerdem tritt sie laut eigenen Angaben gegen antisemitische, israelfeindliche und islamistische Positionen und für eine objektive Berichterstattung über die Mena-Region auf. Zu den Autoren gehören Erwin Javor (Herausgeber), Florian Markl (wissenschaftlicher Leiter), Alexander Gruber (Chefredakteur), Thomas M. Eppinger (ehemaliger Herausgeber), Alex Feuerherdt und Raimund Fastenbauer. Gastautoren sind unter anderem Matthias Küntzel, Ulrich W. Sahm und Ben Segenreich. Autoren waren auch Christian Ortner und Amit Barak.

## Arik-Brauer-Publizistikpreis
Seit 2022 wird jährlich der Arik-Brauer-Publizistikpreis für „fundierte Beiträge zur öffentlichen Debatte [...], die den Nahen Osten aus einer fairen und realitätsbezogenen Perspektive“ betrachten, verliehen. Der Keramikskulptur-Preis ist ein Werk von Arik Brauer. Jurymitglieder sind Oskar Bronner (Herausgeber Der Standard), Stefan Kaltenbrunner (Ex-Chefredakteur Puls 24), Ben Segenreich (ehemals Korrespondent in Israel für ORF), Ednan Aslan (Religionspädagoge) und jeweils ein Vertreter von B’nai B’rith und Mena-Watch. 2022 ging der Preis an Christian Ultsch, Esther Schapira und Wolf Biermann. Eröffnet wurde die Preisverleihung mit Videogrußworten von Bundespräsident Alexander Van der Bellen.
2023 ging der Preis an Mirna Funk und Ahmad Mansour. 2024 wurden Herta Müller, Rebecca Schönenbach und Michael Wolffsohn ausgezeichnet. Einen Sonderpreis erhielt Arye Sharuz Shalicar.

## Positionen
Florian Markl bezeichnet das israelische Nationalstaatsgesetz als „normalen Umstand“ in einem Nationalstaat, der der Mehrheitsbevölkerung vorbehalten ist. Zudem seien Kontakte der israelischen Regierung mit rechtspopulistischen Parteien alternativlos.
Die Bezeichnung Israels als „Apartheid“ durch Amnesty International weist Mena-Watch als Verleumdung und Antisemitismus zurück. Ebenso werden die israelischen Menschenrechtsorganisationen B’Tselem und Breaking the Silence als „antiisraelisch“ kritisiert. Human Rights Watch wird als „israelfeindlich“ beschrieben.

## Kontroversen
Im November 2016 kritisierte Mena-Watch die Ausstellung „Die Nakba – Flucht und Vertreibung der Palästinenser 1948“ als Dämonisierung Israels. Die an mehr als 130 Orten gezeigte Ausstellung war an der Universität Göttingen vom Seminar für Arabistik und Islamwissenschaft organisiert worden. Im November 2018 bezeichnete Florian Markl den Politikwissenschaftler John Bunzl als mit dem „Jargon antiimperialistischer und postkolonialer Ideologen“ arbeitend. Dieser hatte zuvor eine Konferenz von Sebastian Kurz gegen Antisemitismus kritisiert.
2019 bezeichnete Mena-Gründer Erwin Javor den ÖVP-Abgeordneten Martin Engelberg als „Hausjuden“, nachdem Engelberg einen Artikel zur Verteidigung von Sebastian Kurz geschrieben hatte. Im Juli 2021 veröffentlichte Mena-Watch einen von 36 Personen unterzeichneten offenen Brief, der die Glückwunschbotschaft von Van der Bellen an den neu gewählten iranischen Präsidenten kritisierte. Nach einer Meldung von Mena-Watch wurde im Juni 2022 die Veranstaltung „Zionist Sensual Regime“ der palästinensischen Queer- und Postcolonial-Forscherin Walaa Alqaisiya (London School of Economics), die einer Einladung der Akademie der bildenden Künste gefolgt war, abgesagt. Alqaisiya und die palästinensische Botschaft protestierten gegen diese Entscheidung. Die Kuratorin der Veranstaltung, Jelena Petrović vom Institut für Kunst- und Kulturwissenschaften bezeichnete die Vorwürfe als Versuch einer Zensur und manipulative politische Missinterpretation.
Im Mai 2022 klagten News und Eigentümer Horst Pirker gegen Mena-Watch und deren Autor Christian Ortner. Davor hatte Ortner einen Artikel in News mit dem Stürmer verglichen und News vorgeworfen, Antisemitismus zu verbreiten. Die Klage wurde in erster Instanz abgewiesen. 2023 wurde die Ausstellung „100 Missverständnisse über und unter Juden“ im Jüdischen Museum Wien von Mena-Watch kritisiert. Die Schau „schwurble, verzerre und verwirre“. Ben Segenreich schrieb in einem Gastkommentar von „Geschmacklosigkeit“. Die Direktorin des Museums, Barbara Staudinger, entgegnete, dass Erinnerungskultur auch stören und verstören dürfe.

## Rezeption und Kritik
In einem Vierteljahresbericht 2017 bezeichnet der WDR Mena-Watch als „islamkritische Internetseite“. Laut Barbara Toth (Falter) hat sich Mena-Watch dem Beobachten der deutschen „Israelkritik“ verschrieben und kritisiert meistens Artikel, die Israels Politik hinterfragen. Der ehemalige Chefredakteur von Die Presse, Rainer Nowak, bezeichnet Mena-Watch als „israelfreundlichen Blog“. Im Kurier wird die Bezeichnung „jüdischer Blog“ verwendet.
Die Wiener Wochenzeitung Falter urteilte: „Bei Mena-Watch handelt es sich weniger um ein wissenschaftliches Forum als um eine aktivistische Plattform, die die Interessen des israelischen Staates verteidigt.“ Laut Eric Frey (Nu) unterstellt Mena-Watch einem Großteil der westlichen Medien und Journalisten eine antiisraelische oder sogar antisemitische Haltung.
Hanno Loewy, Direktor des Jüdischen Museums Hohenems, bezeichnet Mena-Watch als „toxische Plattform“, die „islamfeindliche Propaganda at its best“ verbreite. Zusätzlich bezeichnete Loewy Mena-Watch als „ein Ort antideutscher Propaganda“, die „in Wirklichkeit deutsch-nationalistische Propaganda geworden“ sei. Dieser Kritik schloss sich die Schriftstellerin Eva Menasse an. Laut Menasse hat sie Mena-Watch für „ein urdeutsches, also antideutsches Nest der Wahnsinnigen gehalten“. Sie habe erst vor Kurzem erfahren, dass Mena-Watch aus Wien kommt und sie den Finanzier Erwin Javor persönlich kenne. Außerdem kritisiert sie einen „maßlosen Anti-Antisemitismus, einen Jagdtrieb des ‚unsäglichen Mena-Watch‘, der sich auch gegen jüdische Intellektuelle“ richte. Gegen diese Kritik wehrte sich der Gründer Erwin Javor.
Der Journalist Matthias Dusini (Falter) schreibt: „In der Mena-Watch-Logik gelten auch jene, die von einer Apartheidpolitik, also der diskriminierenden Behandlung der Palästinenser sprechen, als Antisemiten.“
Im Februar 2024 kritisierte die Journalistin Sonja Zekri (Süddeutsche Zeitung) vor dem Hintergrund des Israel-Gaza-Krieges, dass Mena-Watch sich „Nahost-Thinktank“ nenne, diese neutrale Bezeichnung aber kaum zu seinen „propagandistischen Artikeln“ über die muslimische „Kolonisierung“ des „angestammten Heimatlandes der Juden“ passe. Ebenso verwies Zekri auf den Mena-Watch Autor Amit Barak, der Mitbegründer der rechtsextremen israelischen Im Tirtzu Bewegung ist, die 2023 die deutsche Wissenschaftlerin Muriel Asseburg in Tel Aviv angriff.